# R.E.T.R.O.
R.E.T.R.O. is een studioalbum gemaakt door de futurepopband mind.in.a.box. De cd is een hommage aan de commodore 64-computer.

## Tracklist
1. "The Last Ninja 3" 5:07
2. "Lightforce" 7:56
3. "The Last V8" 3:54
4. "Supremacy" 5:35
5. "Shades" 5:18
6. "8 Bits" 3:28
7. "Mindkiller" 3:59
8. "The Last Ninja" 5:16
9. "I Love 64" 3:16
10. "We Cannot Go Back to the Past" 4:44
11. "Whatever Mattered" 5:29